# Коаліція-СВ

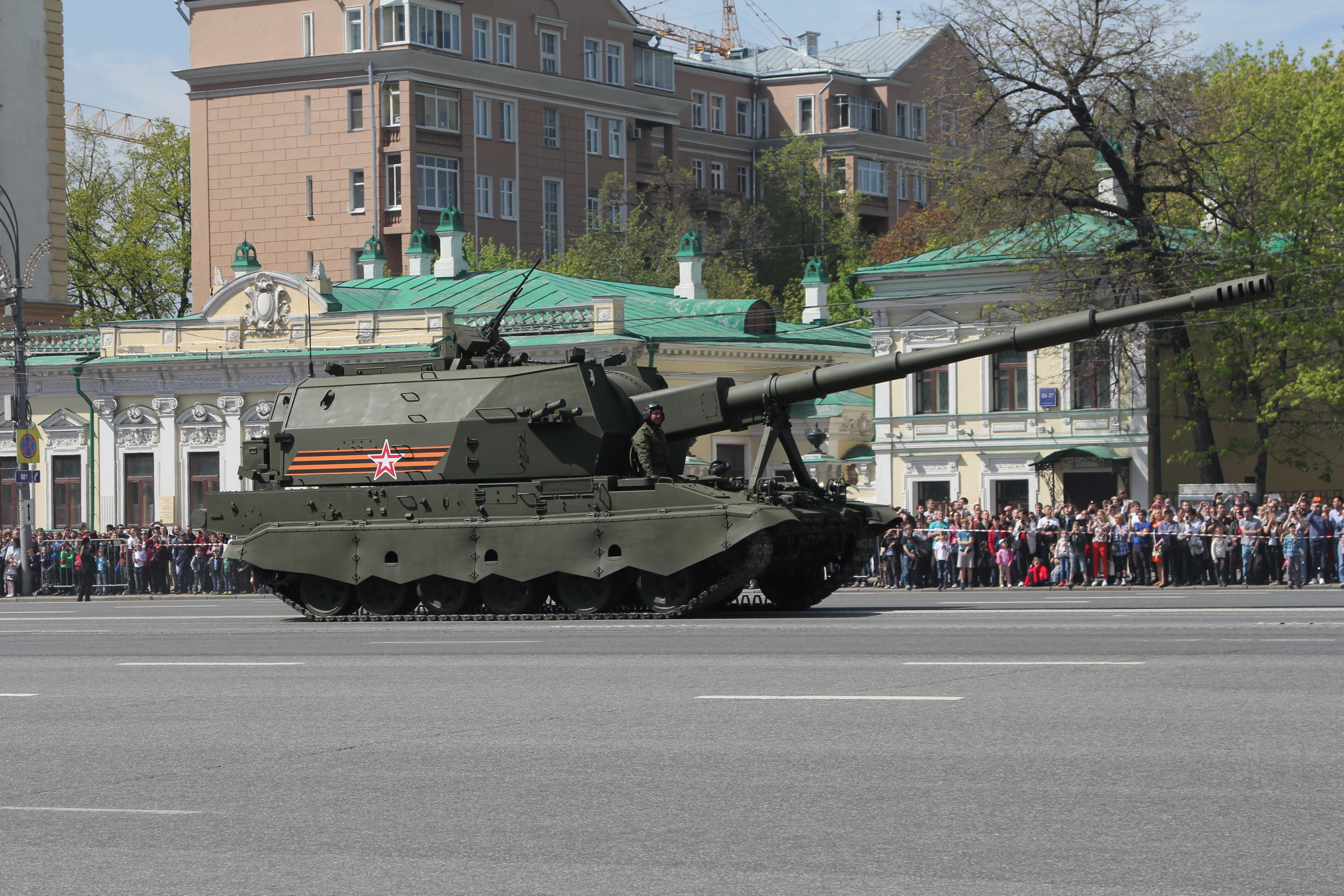
2С35 «Коаліція-СВ»

2С35 «Коаліція-СВ» (рос. Коалиция-СВ; англ. 2S35 Koalitsiya-SV) — російська 152-мм самохідна артилерійська установка.
Розробником є Центральний науково-дослідний інститут «Буревісник», виробником — Уралтрансмаш.
У 2021 році прийнята на озброєння Західного військового округу Росії.

## Будова
Прототип САУ мав два стволи калібру 152-мм (звідси й походить назва), розташованих один над іншим для досягнення швидкострільності 16 постр./хв.. Під час випробувань виявився недолік цієї САУ – конфігурація в два стволи калібру 152-мм потребувала двох окремих автоматів заряджання (АЗ), роботу яких синхронізувати було складно, що в свою чергу робило саму артсистему вкрай дорогою та складною в обслуговуванні.
В процесі розробки заявлено було що вдалось досягти таких же параметрів стрільби і одним стволом, але назва залишилась. Можливо буде експортна модифікація зі стволом калібру 155-мм. Згідно з іншими даними, зовні САУ практично не відрізняється від попередника — 2С19 «Мста-С», попри корінні відмінності в будові башти. Передбачалося, що «Коаліція-СВ» повинна була бути побудована з використанням вузлів танка «Об'єкт 195», який в період розробки системи знаходився в розробці.
САУ повинна була мати можливість одночасного ураження цілі кількома снарядами (англ. Multiple Rounds Simultaneous Impact), коли кілька послідовних пострілів виконуються з таким розрахунком, щоб снаряди підійшли до цілі майже одночасно.
Серійна самохідна артилерійська установка повинна мати безлюдну башту з АЗ, мікрохвильову систему підпалювання заряду, дистанційно керований кулемет. Екіпаж повинен знаходиться в корпусі САУ і бути ізольований від бойового відділення.

## Розробка
Перший макетний зразок САУ був представлений у 2006 році на базі САУ Мста-С.
Відомо про виготовлення щонайменше двох прототипів двоствольної версії "Коаліція-СВ", котрі вийшли на випробування.
На початку 2010 року Міністр оборони РФ заявив, що проект державою не фінансується, тому що «Коаліція-СВ» не входить у пріоритетні зразки військової техніки, проте ніяких офіційних заяв про повне припинення робіт не прозвучало.
Попри зроблені у 2010 році заяви Міністра оборони РФ, роботи за темою «Коаліція-СВ» тривають. Крім того, у 2011 році повинен був бути завершений етап випуску робочої конструкторської документації для колісного і гусеничного варіантів системи, а також транспортно-зарядної машини до них.
У серпні 2012 року газета «Известия» опублікувала інформацію, що артилерійський модуль «Коаліція-СВ» планується до установки на платформу «Армата».
У 2013 році були виготовлені два дослідні зразки САУ «Коаліція», в 2014 році планується виготовлення ще 10 одиниць для участі в ювілейному параді 2015 року на честь перемоги у Великій вітчизняній війні.
У 2015 році в Інтернет потрапили перші фотографії САУ. На них видно, що САУ базується на шасі з 6-ма котками діаметром 750-мм, аналогічним на Т-90. Корпус 2С35 є або глибокою переробкою корпусу ОБТ Т-90, або окремою розробкою в силу недостатньої кількості та завершеності шасі платформи «Армата». На відміну від раннього зразка, САУ має всього один ствол.
10 серпня 2023 стало відомо що «Серійне виробництво, а також випуск транспортно-завантажувальної машини вже розгорнуто», — розповів перший заступник гендиректора корпорації «Ростех» Володимир Артяков. Випробування самохідної артилерійської гармати 2С35 зі складу комплексу «Коаліція-СВ» планується завершити цього року.
В середині жовтня 2023 стало відомо що російська самохідна артилерійська установка 2С35 «Коаліція-СВ», за повідомленням «Ростеху» успішно пройшла державні випробування. В характеристиках зазначено що має швидкострільність 10 пострілів /хвилину.

## Тактико-технічні характеристики
- Вага: 48 т
- Двигун: В-92 1000 к.с.
- Броня: стальна, катана, протикульова
- Обслуга: 3 чоловік

Характеристики бойової частини:
- Ствол:
  - Калібр: 152-мм нарізна гаубиця 2А88
  - Довжина: 52 калібрів
- Швидкострільність: 10 пострілів на хвилину[4][5]
- Боєзапас; 70 снарядів
- Дальність вогню:
  - максимальна: 40 км для звичайних снарядів та 70 км — для активно-реактивного снаряда;[4][5]

Другорядне озброєння: 1 × 12,7-мм Корд (кулемет)

## Модифікації
2С35-1 Коаліція-СВ-КШ — колісна самохідна гаубиця, встановлена на шасі КамАЗ-6560 (8х8). Відомо лише про дослідний зразок який був показаний в ході показових заходів, що проводились на полігоні в Нижньогородській області у серпні 2017 року.

## Оператори
- Росія: як було заявлено раніше, у 2021 році на озброєння Таманської мотострілецької дивізії Західного військового округу мали надійти 18 одиниць міжвидового арткомплексу «Коалиция-СВ»[7]. Проте, доказів надходження не було.